# والنتین اولیوا
والنتین اولیوا که به‌طور سرشناسی با نام ووس شناخته می‌شود؛ یک خواننده رپ، آزادکار و بازیگر آرژانتینی است که در سال ۲۰۱۲ کار خودرا شروع کرد.
او با شروع به عنوان یک آزادکار، در مسابقات آرژانتینی نبرد آزاد ال کوینتو اسکالن در چندین موقعیت پیروز شد و به رسمیت شناختن ملی دست یافت. او همچنین قهرمان FMS آرژانتین و تورنمنت بین‌المللی Red Bull Batalla de Gallos, دو در سال ۲۰۱۸ شد.
پس از موفقیت در مبارزات آزاد، تصمیم گرفت حرفه موسیقی را دنبال کند تا در آن حرفه‌ام موفق شود. در سال ۲۰۱۸، او اولین تک آهنگ خود را با نام "Púrpura" منتشر کرد در حالی که در سال ۲۰۱۹ اولین آلبوم استودیویی خود را در Caravana منتشر کرد. او برنده چندین جایزه Gardel شده و نامزد بهترین هنرمند جدید در بیست و یکمین جوایز سالانه گرمی لاتین در سال ۲۰۲۰ شده‌است.

## اوایل زندگی
پدر اولیوا، الخاندرو اولیوا، نوازنده و بنیانگذار گروهی با نام La Bomba de Tiempo است، در حالی که مادرش، مایا موناکو، یک رقصنده و بازیگر است که بخشی از گروهی با نام El Diablo en la Boca بود. تأثیر هنری پدر و مادرش او را از سنین جوانی و نوجوانی به تحصیل پیانو و درام سوق داد؛ او همچنین بازیگری را در فیلمی با نام Escuela Metropolitana de Arte Dramático در بوئنوس آیرس آموخت. در ۱۳ سالگی، او بخشی از کانال تلویزیون آرژانتینی Pakapaka بود که در بخش‌های مختلف به صورت آزاد و نواختن درام ظاهر می‌شد، در این مدت او شروع به شرکت در مبارزات سبک آزاد کرد و بعداً خود را در مسابقاتی با نام El Quinto Escalón ثبت کرد.

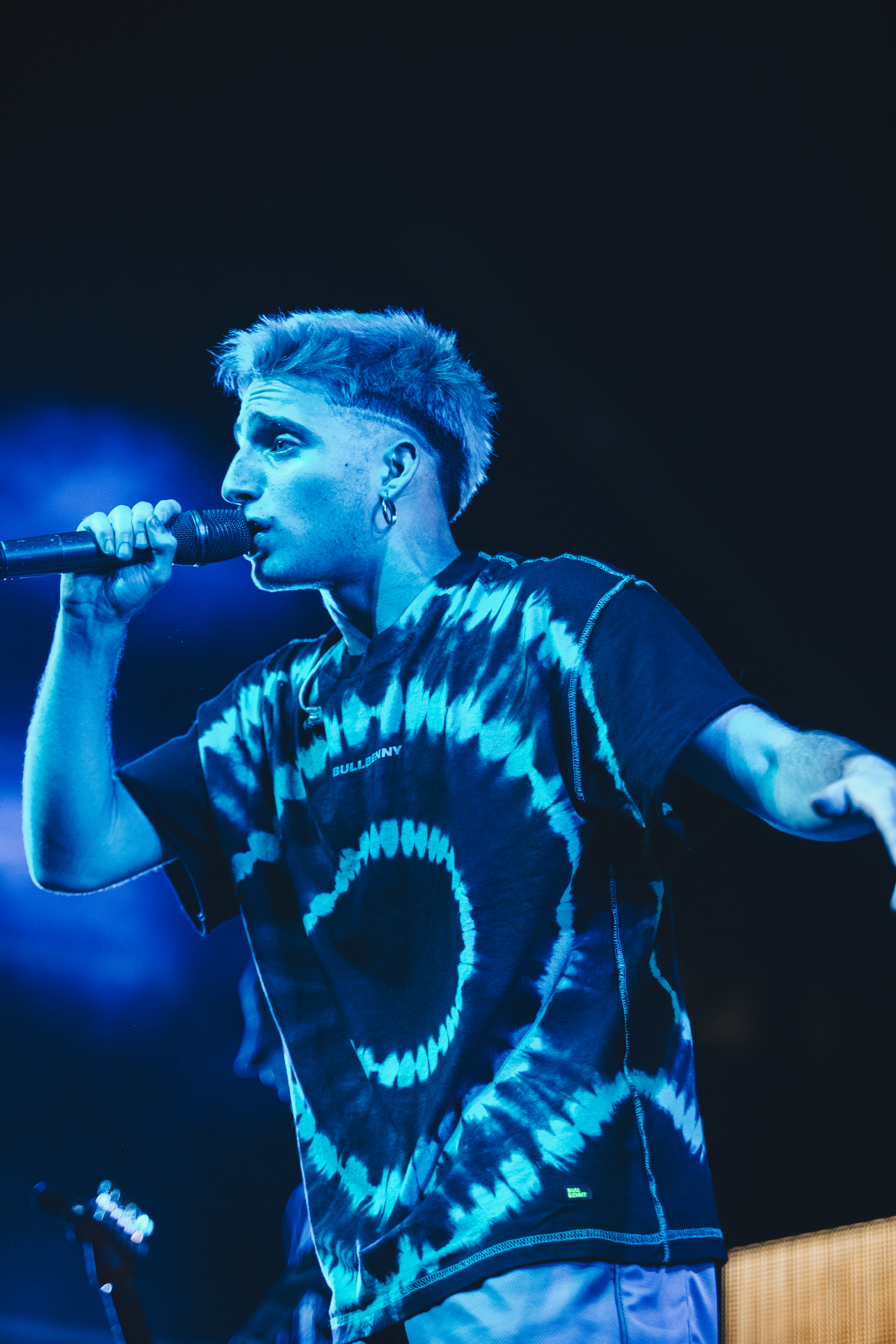
ووس در فستیوال هرلین

## حرفه و هنر
او در ۱۵ سالگی برای اولین بار در مسابقات آزاد آرژانتینی با نام ال کوینتو اسکالون شرکت کرد، در سال ۲۰۱۶ برنده این رقابت‌های تنگاتنگ شد و پیروزی‌های زیادی بدست آورد و در سال ۲۰۱۷ نایب قهرمان شد. او در سال ۲۰۱۷ برای اولین بار در مسابقاتی با نام ردبول باتالا د لس گالوس شرکت کرد و در مسابقات ملی پیروز شد اما در مسابقه بین‌المللی در فینال مقابل آچینو رپر مکزیکی در سیوداد د مکزیکو شکست خورد و سال بعد در مسابقه بین‌المللی بوئنوس برنده شد. آیرس در سال ۲۰۱۸ او همچنین برنده مسابقات FMS آرژانتین شد.
پس از اعلام بازنشستگی خود از مسابقات سبک آزاد، او در سال ۲۰۱۸ اولین تک آهنگ خود را با نام "Púrpura" و سپس "Andrómeda" را منتشر کرد، هر دو تحت عنوان Agencia Picante با تولید LOUTA و Nico Cotto. در مارس ۲۰۱۹، او در جشنواره موسیقی با نام لالوپالوزا در آرژانتین اجرا کرد.

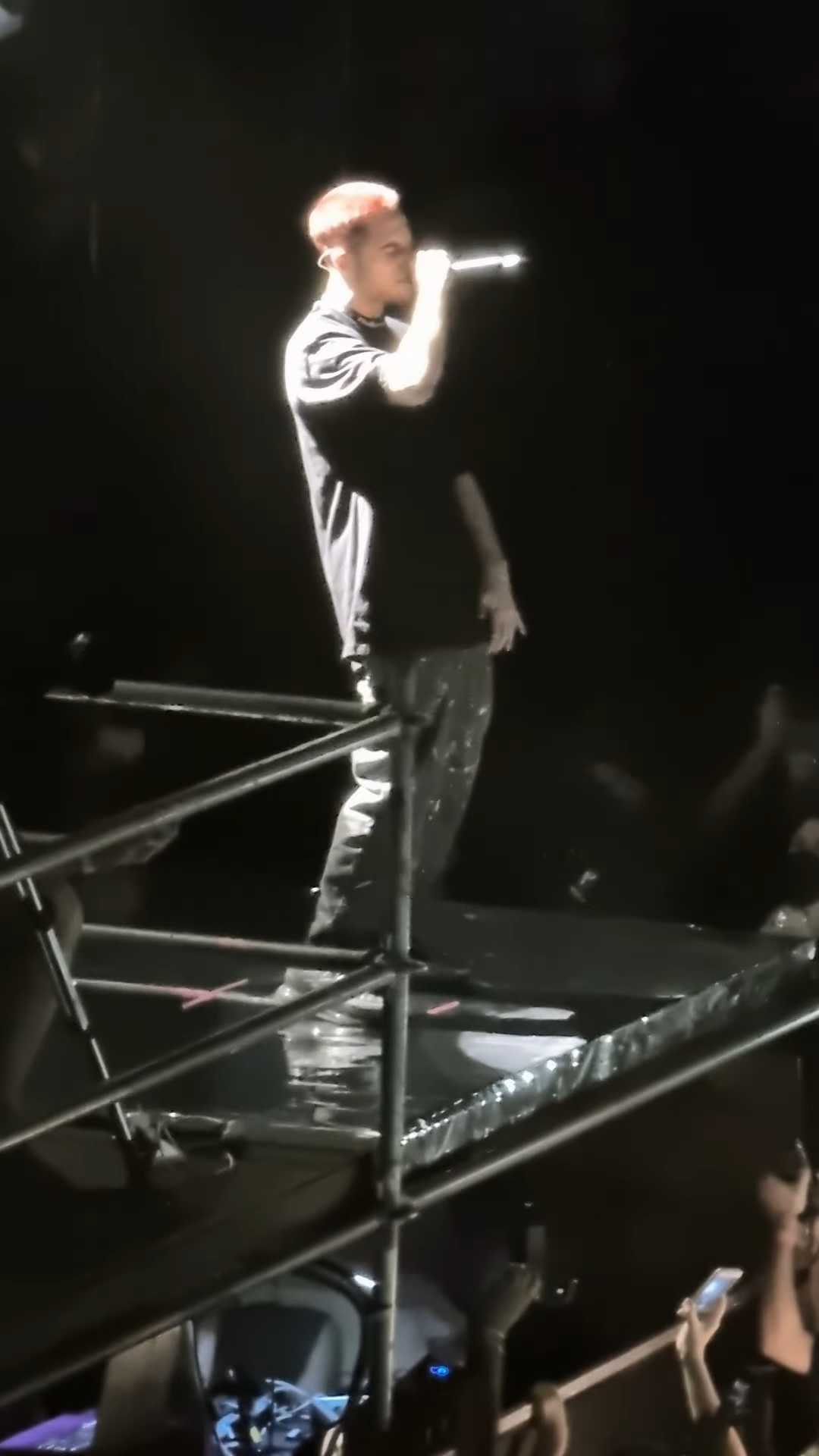
ووس در کنسرت آرژانتین

در ۹ آگوست ۲۰۱۹، او "Canguro" را تحت عنوانی با نام Doguito Records منتشر کرد که اولین تک آهنگ برای اولین آلبوم او بود که ترفداران زیادی را به او جذب کرد. آلبوم Caravana او در ۴ اکتبر ۲۰۱۹ منتشر شد که شامل هفت آهنگ بود و در دو اجرا در ۱۱ و ۱۲ اکتبر در Groove، محلی در بوئنوس آیرس به نمایش درآمد. در ۲۱ مه ۲۰۲۰، او آلبومی با نام EP Tres puntos suspensivos را منتشر کرد که در قرنطینه‌ها به دلیل همه‌گیری COVID-19 ضبط شده بود و از چهار آهنگ تشکیل شده‌است که یکی از آنها با برادرش مانوئل است.
در بیست و یکمین جوایز سالانه گرمی لاتین در سال ۲۰۲۰، WOS نامزد بهترین هنرمند جدید شد. در همان سال، در جوایز گاردل، او برنده آهنگ سال و بهترین آهنگ یا آلبوم شهری/تله برای "Canguro" و بهترین هنرمند جدید برای کاروانا شد. همچنین در سال ۲۰۲۰، او در مجموعه‌های وب‌های کمدی Almost Happy و مستند موسیقی BREAK IT ALL: The History of Rock در آمریکای لاتین، هر دو از شرکت نتفلیکس ظاهر شد.
در ۴ نوامبر ۲۰۲۰، او آهنگی به نام "Mugre" را به عنوان اولین تک آهنگ برای دومین آلبوم استودیویی آینده خود منتشر کرد و در ۱۷ دسامبر ۲۰۲۰، "Convoy Jarana" را به عنوان دومین تک آهنگ آلبوم منتشر کرد. در ۱۸ نوامبر ۲۰۲۱، او دومین آلبوم استودیویی خود را با نام Oscuro éxtasis منتشر کرد.

## دیسکوگرافی

### آلبوم‌های استودیویی ووس
- کاروانا (۲۰۱۳)
- اوسکورو ایکستاسیس (۲۰۲۱)

### نمایشنامه‌های تمدید شده
- تریس پونتوس سوسپینسیووس (۲۰۲۰)